# Aero Ae-45
Die Aero Ae-45 war ein zweimotoriges Reiseflugzeug des tschechoslowakischen Herstellers Aero mit Sitz in Prag-Vysočany. Militärisch wurde sie als Verbindungsflugzeug eingesetzt.

## Geschichte

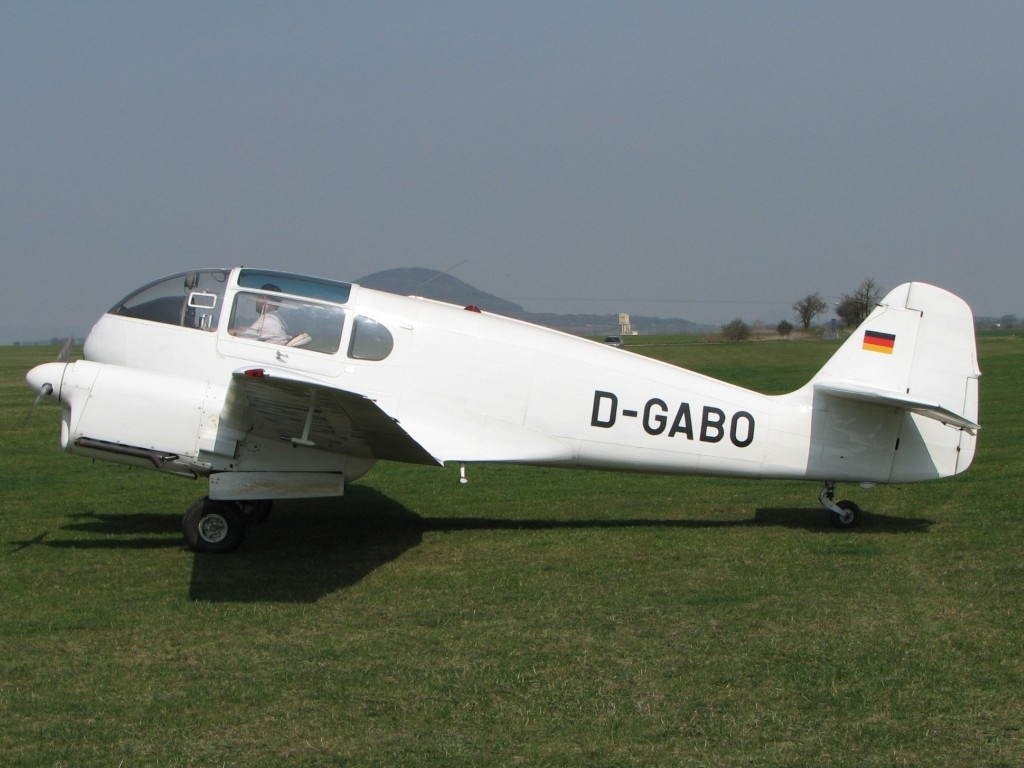
Aero Ae-145

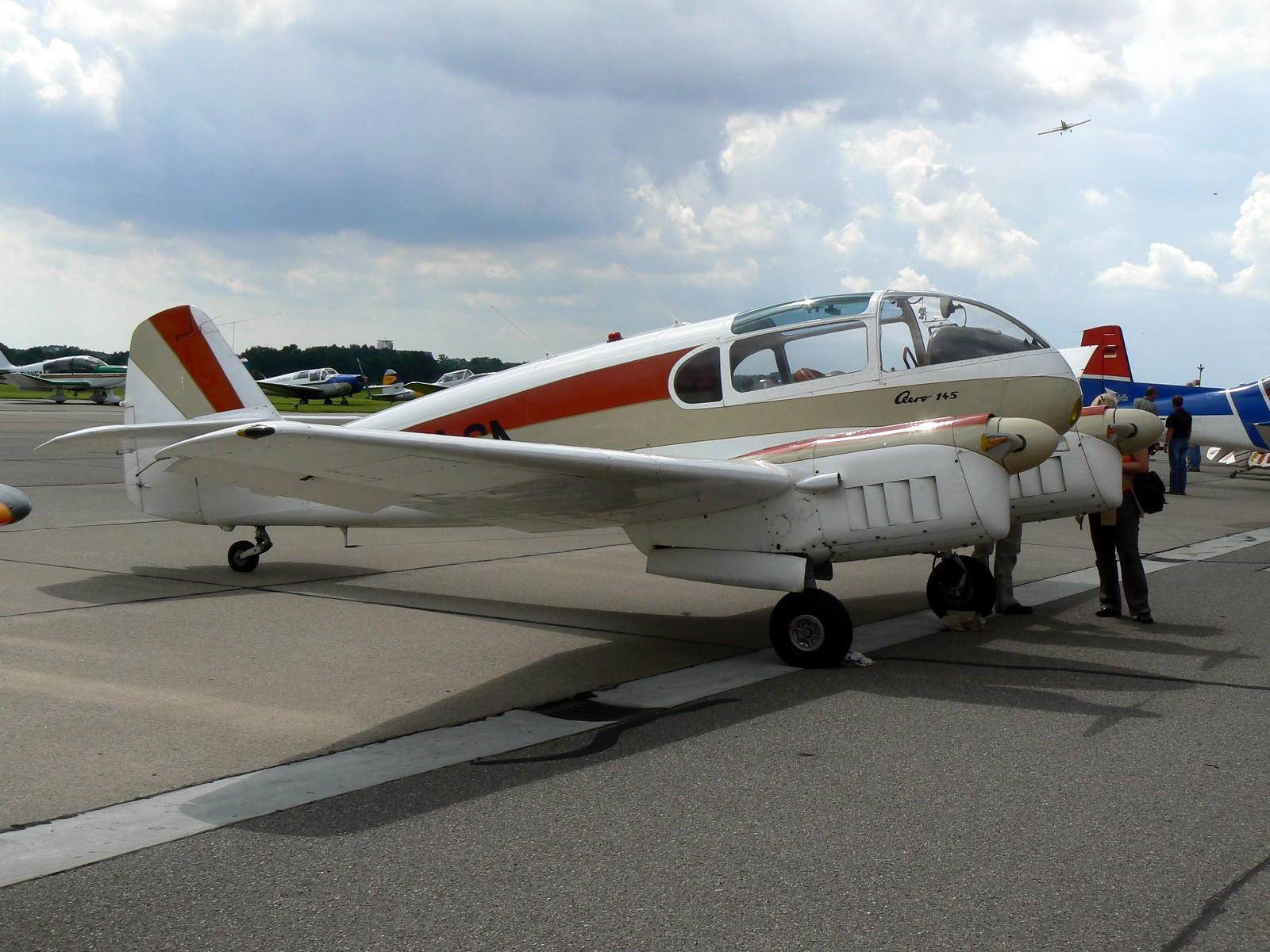
Ae-145, Baujahr 1959

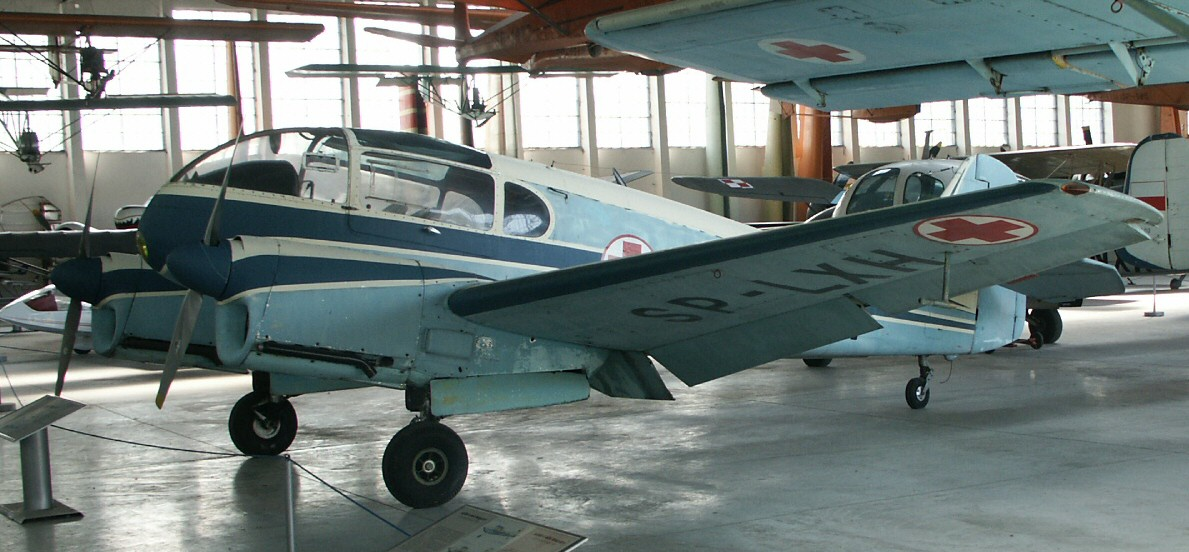
Ae-145 als fliegende Ambulanz im Museum Krakau

Die Entwicklungsarbeiten begannen 1945 und wurden von den Konstrukteuren Jiří Bouzek, Ondřej Němec und František Vlk geleitet. Der erste Prototyp (Kennzeichen: OK-BCA) flog erstmals am 21. Juli 1947, der zweite mit dem Kennzeichen OK-CCA am 12. März 1948. Die Flugerprobung verlief ohne Zwischenfälle und die Maschine wurde zur Serienproduktion freigegeben. Bis 1951 wurden 200 Exemplare gebaut, die außer in der Tschechoslowakei noch in Italien, Ungarn, der UdSSR, der DDR und der Schweiz flogen.
Die Ae-45 wurde auch kurzzeitig bei den tschechoslowakischen Luftstreitkräften eingesetzt, dort trug sie die Bezeichnung K-75.
1954 erschien die verbesserte Ausführung Ae-45S Super Aero, deren Produktion von der Firma LET in Uherské Hradiště-Kunovice übernommen wurde, da bei Aero zu dieser Zeit die Serienproduktion der MiG-15-Lizenz S-102 Vorrang hatte. Es entstanden noch einmal 228 Maschinen, die auch exportiert wurden. Einige Ae-45S erhielten Funkgeräte und waren nachtflugtauglich.
China erwarb die Lizenzrechte und fertigte die Super Aero unter dem Namen Suingari-1. Die Lufthansa der DDR sowie die Luftstreitkräfte der NVA hatten ebenfalls einige Exemplare dieses Typs in ihrem Bestand. Auch in der Bundesrepublik Deutschland gab es ab Ende der 1950er-Jahre Aero 45 und Super Aero 145; einer der ersten privaten Eigentümer war der Hamburger Bauer Verlag; geflogen von Heinz Bauer.
1959 erschien die Ae-145 als Weiterentwicklung mit stärkeren M-332-Motoren und serienmäßigem Funkgerät VKP-10, von der 162 Stück bei LET produziert wurden. Die Nachfolger Ae-245 und Ae-345 blieben Versuchsmuster.

## Technische Beschreibung
Die Ae-45 und Ae-145 sind freitragende Tiefdecker in Ganzmetall-Halbschalenbauweise mit einem Rumpf aus Profilblechspanten und durchlaufenden Gurten aus Walzprofil. Die Tragflächen sind dreiteilig mit zwei durchlaufenden Holmen, wobei das Mittelstück, das die beiden inneren Kraftstoffbehälter mit insgesamt 174 l Volumen enthält, mit dem Rumpf einen Verbund bildet, an dem auch die beiden Triebwerke befestigt sind. Die beiden Außenflächen, ebenfalls mit zwei Behältern für insgesamt 150 l Kraftstoff versehen, können für den Transport durch Lösen mehrerer Bolzen demontiert werden. Das Leitwerk ist in freitragender Normalbauweise ausgeführt. Sämtliche Ruder sind stoffbespannt. Die Haupträder des Heckradfahrwerks sind mit hydraulisch zu betätigenden Bremsen ausgestattet und werden elektrisch oder im Notfall mechanisch rückwärts in die Motorgondeln eingefahren, das Spornrad ist starr. Im Winter können Schneekufen montiert werden; in diesem Fall ist das Fahrwerk nicht einfahrbar und dessen Schächte werden durch Klappen abgedeckt.

## Nutzer
- Volksrepublik China: Lizenzbauten als Suingari-1
- Deutsche Demokratische Republik: etwa neun Stück wurden bei der KVP-Luft, NVA und DLH geflogen[3]
- Indien: 1 Stück (Geschenk der Tschechoslowakei)
- Mongolei: 2 Super Aero als Lufttaxi[4]
- Rumänien
- Tschechoslowakei
- Ungarn
- Vietnam: 3 aus chinesischer Lizenzproduktion

## Zwischenfälle
- Am 9. Juli 1978 stürzte eine Aero Ae-145 des britischen Eigentümers William Henry Grimes (Luftfahrzeugkennzeichen G-ASWS) 400 Meter hinter der Startbahn am Flughafen Lydd (Kent, Großbritannien) aus etwa 45 Metern Höhe ab. Der Unfall ereignete sich nach einem totalen Leistungsverlust des rechten Triebwerks während des anfänglichen Steigflugs, kurz nachdem das Flugzeug in der Luft war. Die Richtungskontrolle ging allmählich verloren, die Maschine stürzte in ein Maisfeld und wurde zerstört. Es konnte kein Triebwerksdefekt gefunden werden, der den Leistungsverlust verursacht hätte, aber es ist möglich, dass der Kraftstoffhahn des rechten Triebwerks absichtlich geschlossen wurde. Der Absturz wurde durch den Verlust der Richtungskontrolle während des asymmetrischen Motorfluges verursacht. Alle 4 Insassen, der Pilot und die 3 Passagiere, kamen ums Leben. Die Feuerwehr des Flughafens Lydd konnte nicht vor Ort sein, weil die Löschfahrzeuge nicht für den Einsatz auf öffentlichen Straßen versteuert oder versichert waren und ihre Fahrer nicht über die erforderlichen Lkw-Lizenzen für das Fahren solcher Fahrzeuge auf diesen Straßen oder die Erlaubnis zum Befahren von Privatgrundstücken verfügten. So blieb es der Feuerwehr der Grafschaft Kent überlassen, zur Unfallstelle zu fahren und dort 22 Minuten nach dem Absturz einzutreffen.[5]

## Technische Daten

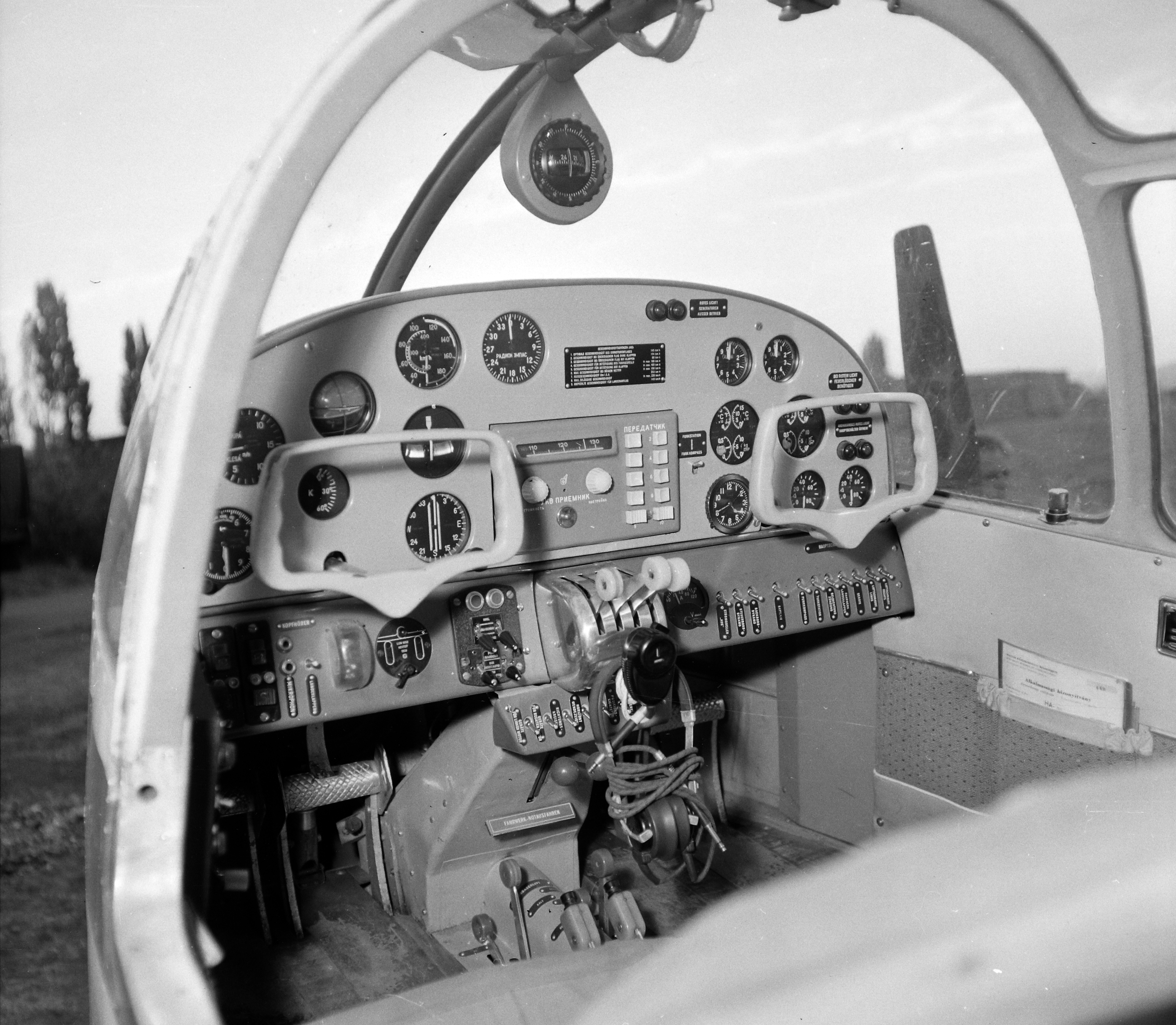
Kabine einer Ae-45S, 1961

| Kenngröße                           | Aero Ae-45S Super Aero                     | Aero Ae-145                                |
| ----------------------------------- | ------------------------------------------ | ------------------------------------------ |
| Konstrukteur(e)                     | Jiří Bouzek, Ondřej Němec, František Vlk   | Jiří Bouzek, Ondřej Němec, František Vlk   |
| Hersteller                          | Aero, továrna letadel Dr. Kabeš            | Aero, továrna letadel Dr. Kabeš            |
| Baujahr(e)                          | 1954–(?)                                   | 1959–(?)                                   |
| Besatzung                           | 1                                          | 1                                          |
| Passagiere                          | 3                                          | 3                                          |
| Länge                               | 7,54 m                                     | 7,54 m                                     |
| Spannweite                          | 12,25 m                                    | 12,25 m                                    |
| Höhe                                | 2,35 m                                     | 2,35 m                                     |
| Tragflügelfläche                    | 17,09 m²                                   | 17,09 m²                                   |
| Flügelstreckung                     | 8,8                                        | 8,8                                        |
| V-Stellung                          | 6°                                         | 6°                                         |
| Profil                              | Aero 3560/3525                             | Aero 3560/3525                             |
| Rumpfbreite                         | 1,20 m                                     | 1,20 m                                     |
| Kabinenmaße (Länge × Breite × Höhe) | 1,88 m × 1,12 m × 1,18 m                   | 1,88 m × 1,12 m × 1,18 m                   |
| Kabinenvolumen                      | 2,48 m³                                    | 2,48 m³                                    |
| Frachtraumvolumen                   | 0,39 m³                                    | 0,39 m³                                    |
| Leermasse                           | 960 kg                                     | 1000 kg                                    |
| Zuladung                            | 640 kg                                     | 600 kg                                     |
| Startmasse                          | 1600 kg                                    | 1600 kg                                    |
| Antrieb                             | zwei luftgekühlte 4-Zylinder-Reihenmotoren | zwei luftgekühlte 4-Zylinder-Reihenmotoren |
| Typ                                 | Walter Minor 4-III                         | LOM M 332                                  |
| Leistung                            | je 77 kW (105 PS)                          | je 103 kW (140 PS)                         |
| Höchstgeschwindigkeit               | 265 km/h                                   | 280 km/h                                   |
| Reisegeschwindigkeit                | 230 km/h                                   | maximal 265 km/h wirtschaftlich 250 km/h   |
| Steiggeschwindigkeit                | 5,0 m/s                                    | 5,0 m/s                                    |
| Dienstgipfelhöhe                    | 4350 m                                     | 5900 m                                     |
| Reichweite                          | 1350 km                                    | 1700 km                                    |
| Startrollstrecke                    | 220 m                                      | 250 m                                      |
| Landerollstrecke                    | 275 m                                      | 225 m                                      |